# Азатлик (село)
Азатли́к (каз. Азаттық) — село у складі Тюлькубаського району Туркестанської області Казахстану. Адміністративний центр Рискуловського сільського округу.
Населення — 4515 осіб (2021; 3916 у 2009, 3283 у 1999, 2771 у 1989).